# 科尼什維爾 (肯塔基州)
科尼什維爾（英語：Cornishville）是位於美國肯塔基州默瑟縣的一個非建制地區。

## 地理
科尼什維爾所處的海拔為高於海平面252米（即827英呎），而該地所採用的時區為UTC-5，即北美東部時區（EST）。同時該地設有夏令時間，為UTC-5調快一小時，即UTC-4（EDT）。